# (6938) Soniaterk
(6938) Soniaterk est un astéroïde de la ceinture principale.

## Description
(6938) Soniaterk est un astéroïde de la ceinture principale. Il fut découvert le 25 septembre 1973 à l'observatoire Palomar par Cornelis Johannes van Houten, Ingrid van Houten-Groeneveld et Tom Gehrels. Il présente une orbite caractérisée par un demi-grand axe de 3,00 UA, une excentricité de 0,09 et une inclinaison de 9,1° par rapport à l'écliptique.
L'astéroïde est nommé en l'honneur de la peintre française Sonia Delaunay-Terk (1885-1979).

## Compléments